# Außenläufer (Turbine)

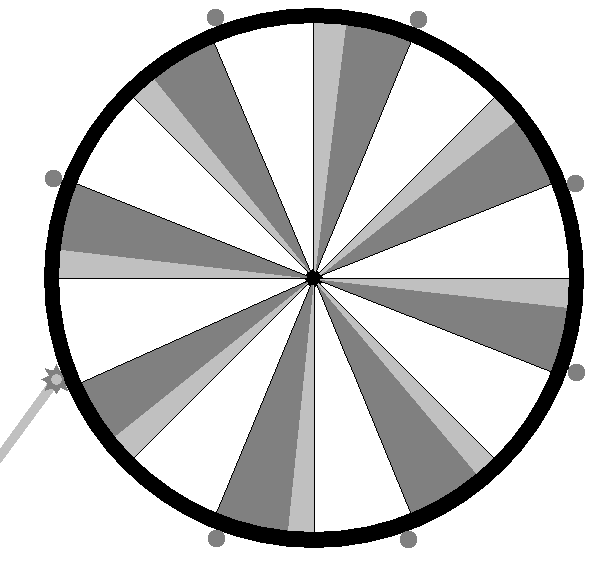
Außenläufer mit Lagerrollen und Abgriff der Rotationsenergie

Eine Außenläufer-Turbine ist eine Fluid-Energiemaschine; die Strömungsenergie des Fluids wird in Rotationsenergie der Turbine umgesetzt. Die Besonderheit des Außenläufers ist, dass die Rotationsenergie nicht in der Mitte des Schaufelrads in einer Achse abgegriffen wird; die Schaufelblätter sind am äußeren Ende befestigt, die Drehenergie wird am Außenring abgegriffen. Dadurch kann der gesamte Turbinenquerschnitt durchflossen werden, ohne dass eine „Mittelgondel“ o. Ä. existieren muss. Problem ist meist die Lagerung und Abdichtung des Außenrings.